# تشارلي هارتفايلد
تشارلي هارتفايلد (بالإنجليزية: Charlie Hartfield)‏ هو لاعب كرة قدم بريطاني في مركز الوسط، ولد في 14 سبتمبر 1971 في لامبث ‏ في المملكة المتحدة. لعب مع سوانزي سيتي وشيفيلد يونايتد ونادي أرسنال ونادي تلفورد يونايتد ونادي فولهام ونادي لينكولن سيتي ونادي هاليفاكس تاون.

## وصلات خارجية
- تشارلي هارتفايلد على موقع قاعدة بيانات كرة القدم.إي يو (الإنجليزية)
- تشارلي هارتفايلد على موقع Soccerbase.com (لاعب) (الإنجليزية)
- تشارلي هارتفايلد على موقع عالم كرة القدم.نت (الإنجليزية)